# Andrea Motis
Andrea Motis (* 9. Mai 1995 in Barcelona) ist eine spanische Jazzmusikerin (Gesang, Trompete, Flügelhorn, auch Saxophon, Komposition).

## Leben und Wirken
Motis begann mit sieben Jahren mit Musikunterricht in der städtischen Musikschule Escola Municipal de Música de Sant Andreu (Barcelona). Sie lernte zunächst Trompete, später kamen Saxofon- und Gesangsstunden dazu. Mit zwölf Jahren spielte sie in der Sant Andreu Jazz Band, die von dem Lehrer und Musiker Joan Chamorro geleitet wird. Sie studierte anschließend an der Escola Superior de Música de Catalunya.

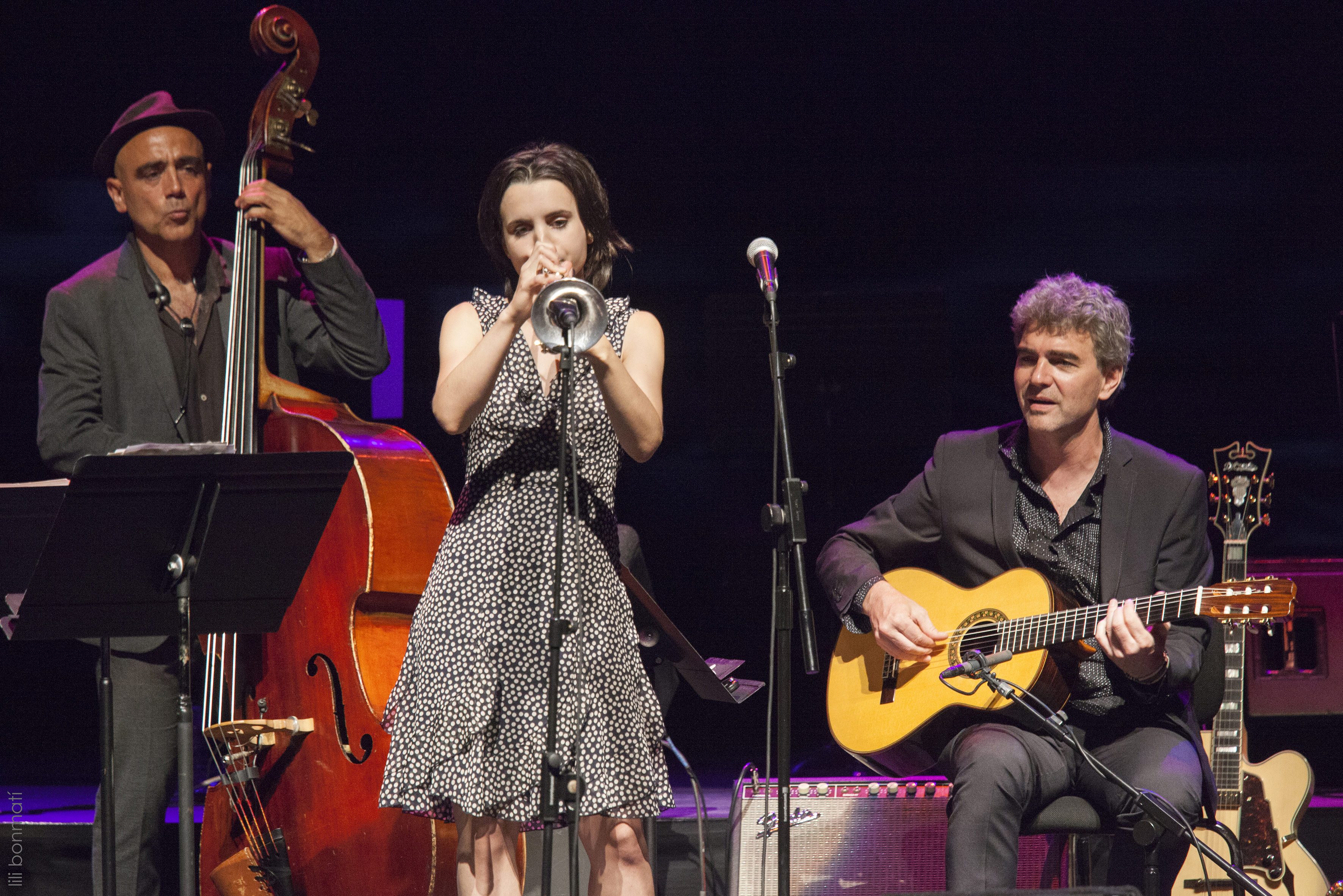
Andrea Motis mit Joan Chamorro (links) und Josep Traver (rechts, 2018)

Mit fünfzehn Jahren wurde Motis auf dem Album Joan Chamorro Presenta Andrea Motis vorgestellt. Dabei wirkte unter anderen Bobby Gordon mit. 2011 holte Quincy Jones sie zu einem Auftritt seiner Global Gumbo All Stars auf die Bühne des Festival de Peralada.
Gemeinsam mit Chamorro veröffentlichte sie 2012 (zunächst auf einem spanischen Label) das Album Feeling Good (2012) mit Scott Robinson als Gaststar und dem Motis Chamorro Quintet, zu dem Ignasi Terraza, Josep Traver und Esteve Pi gehörten. John Fordham besprach dieses anlässlich eines Motis-Auftritts 2014 im Londoner Pizza Express Jazz Club. Er meinte, sie habe „die Art von perlender, eher gehauchter Stimme mit schlauen Improvisationsschwüngen und lässigem Timing, aus der Jazz-Berühmtheiten gemacht werden.“ 2013 legte sie Live at Jamboree vor, bei dem sie vom Motis Chamorro Quintet unterstützt wurde; Gaststar war Scott Hamilton.
Vom 1. bis 4. November 2015 spielten Motis, Chamorro und Traver als Vorgruppe des Orquesta Buena Vista Social Club in Boston und New York auf deren Abschiedstour, wobei Omara Portuondo jeweils mit Motis zusammen Dos Gardenias als Zugabe gab.
2017 spielte Motis unter eigenem Namen mit dem Motis Chamorro Quintet und amerikanischen Musikern wie Joel Frahm und Gil Goldstein für das Impulse!-Label in New York das Album Emotional Dance ein. Es enthält die Kompositionen La gavina von Federico Sires Puig, Louisiana o els camps de cotó von Els Amics de les Arts sowie Matilda von Carlos Alberola und Perico Sambeat, welche Motis in katalanischer Sprache singt; andere Lieder interpretiert sie dort auf Englisch und Portugiesisch. Gleichzeitig nimmt Motis zum ersten Mal eigene Kompositionen auf: I Didn’t Tell Them Why, If You Give Them More Than You Can und das Instrumental Save The Orangutan.
Auf ihrem Album Do outro lado do azul (Universal 2019), das sie mit ihrem Oktett auch beim Jazzfestival von Valencia vorstellte, widmete sich Motis brasilianischen Songs, aber auch Eigenkompositionen und einer Hymne von Joan Manuel Serrat.
Während Yo-Yo Mas Welttournee The Bach Project beendete dieser sein Konzert im Palau de la Música Catalana von Barcelona mit El cant dels ocells als Zugabe gemeinsam mit Motis (ein katalanisches Volkslied, das der Cellist Pablo Casals weltweit bekannt gemacht hat); eine Studioversion des Duetts wurde 2021 auf Yo-Yo Mas Album Notes for the Future veröffentlicht.
Bis 2020 tourte Motis mit dem Motis & Mallinger Quintet sowohl in Lateinamerika als auch in Europa. Dieses leitete sie gemeinsam mit Christoph Mallinger, einem österreichischen Jazzgeiger. Weitere Mitglieder waren der Gitarrist Federico Dannemann und der Kontrabassist Martin Heinzle; als Schlagzeuger fungierten Carlos Cortes bzw. Esteve Pi. 2021 entstand mit der WDR Big Band die Doppel-LP Colors & Shadows, die Arrangements von Michael Mossman enthält und auf der sie Jazzwise zufolge eine respektable Figur macht. 2022 war sie mit Mallinger und ihrem Quintett Loopholes und der gleichnamigen Musikproduktion unter anderem im Palmengarten Frankfurt zu Gast, im Folgejahr bei JazzBaltica. Gemeinsam mit der chilenischen Camerata Papageno unter Leitung von Federico Dannemann veröffentlichte sie 2024 das Album Febrero mit vorrangig südamerikanischer Musik, das sie auch in Mitteleuropa präsentierte.
Seit Anfang 2017 ist Motis Gastdozentin bei den Jazzworkshops der chilenischen Escuela de Música Papageno.

## Privatleben
Motis ist mit Christoph Mallinger verheiratet. Im Oktober 2020 gab sie die Geburt eines Kindes bekannt.

## Diskographie (Auswahl)
- Joan Chamorro & Andrea Motis: Feeling Good (Temps Record, 2012; Whaling City Sound, 2015)
- Andrea Motis & Joan Chamorro Quintet: Live at Jamboree Barcelona (Swit 2013) featuring Scott Hamilton
- Andrea Motis, Joan Chamorro, L’Orquestra Simfònica del Vallès Live at Palau de la Música (Jazz to Jazz, 2015)
- Emotional Dance (Impulse!, 2017)[23]
- Do outro lado do azul (Universal, 2019)
- Colors & Shadows (Jazzline, 2021)
- Loopholes (Jazz to Jazz, 2022)
- Andrea Motis, Camerata Papageno feat. Christoph Mallinger, Federico Dannemann: Febrero (Jazz to Jazz, 2024)[24]